# USS Stack (DD-406)
USS Stack (DD-406) là một tàu khu trục lớp Benham được Hải quân Hoa Kỳ chế tạo vào cuối những năm 1930. Nó là chiếc tàu chiến duy nhất của Hải quân Hoa Kỳ được đặt tên theo Edward Stack (1756-1833), vị sĩ quan Thủy quân Lục chiến từng tham gia cuộc Chiến tranh Cách mạng Hoa Kỳ. Stack đã hoạt động trong suốt Chiến tranh Thế giới thứ hai, được cho ngừng hoạt động sau khi chiến tranh kết thúc; tham gia cuộc thử nghiệm bom nguyên tử tại đảo san hô Bikini năm 1946, rồi bị đánh đắm ngoài khơi Kwajalein do đã nhiễm phóng xạ nặng vào năm 1948.

## Thiết kế và chế tạo
Stack được đặt lườn tại Xưởng hải quân Norfolk ở Portsmouth, Virginia vào ngày 25 tháng 6 năm 1937. Nó được hạ thủy vào ngày 5 tháng 5 năm 1938; được đỡ đầu bởi cô Mary Teresa Stack; và được đưa ra hoạt động vào ngày 20 tháng 11 năm 1939 dưới quyền chỉ huy của Thiếu tá Hải quân Isaiah Olch.

## Lịch sử hoạt động

### Trước chiến tranh
Sau chuyến đi chạy thử máy vốn kéo dài đến ngày 4 tháng 4 năm 1940, bao gồm một chuyến đi đến Tây Ấn và Rio de Janeiro, Brazil, Stack đi sang vùng bờ Tây, rồi tiếp tục đi đến Trân Châu Cảng, nơi nó hoạt động cùng Hạm đội Thái Bình Dương cho đến tháng 6 năm 1941. Sau đó nó quay trở lại vùng bờ Đông cho một đợt đại tu tại Xưởng hải quân Philadelphia, rồi bắt đầu các hoạt động Tuần tra Trung lập ngoài khơi Bermuda từ cuối tháng 11.

### Thế Chiến II

#### 1941-1942
Sau khi Hoa Kỳ chính thức tham chiến do việc Nhật Bản bất ngờ tấn công Trân Châu Cảng vào ngày 7 tháng 12 năm 1941, Stack tiếp tục tuần tra tại vùng biển Caribe cho đến ngày 22 tháng 12, khi nó được phân công hộ tống tàu sân bay Wasp đi từ Bermuda đến Norfolk, Virginia. Vào ngày 28 tháng 12, nó khởi hành từ Norfolk trong thành phần bảo vệ cho tàu sân bay hộ tống Long Island, đi đến Casco Bay, Maine hai ngày sau đó. Nó được tiếp nhiên liệu để rồi lên đường hướng đến Argentia trong thành phần hộ tống cho Long Island và tàu tuần dương hạng nhẹ Philadelphia. Đi đến vào ngày đầu năm mới 1942, nó được phân công nhiệm vụ tuần tra. Vào ngày 15 tháng 1 năm 1942, nó vớt được hai người sống sót từ chiếc SS Bay Rose vốn bị đắm do trúng ngư lôi ngoài khơi Cape Race một đêm trước đó.
Từ ngày 17 đến ngày 24 tháng 1, Stack hộ tống một đoàn tàu vận tải chuyển Lực lượng Viễn chinh Hoa Kỳ lần đầu tiên đi đến Iceland. Trên đường đi từ Hvalfjörður đến Reykjavík, Iceland vào ngày 29 tháng 1, nó được lệnh tham gia một cuộc càn quét chống tàu ngầm sau khi chiếc tàu tuần duyên USCGC Alexander Hamilton hoạt động cùng với Lực lượng Đặc nhiệm 15 bị trúng ngư lôi. Di chuyển ở vận tốc 25 hải lý trên giờ (46 km/h) trong một cuộc càn quét đêm, Stack phát hiện một tàu ngầm đối phương, quay trở lại điểm phát hiện và tấn công hai lượt mìn sâu. Tàu khu trục Sterett cũng tiến đến trợ giúp và cũng thực hiện hai lượt tấn công. Chiếc tàu ngầm đối phương U-132 bị hỏng máy nén động cơ diesel và bị buộc phải quay về Pháp để sửa chữa.
Stack rời Iceland vào ngày 31 tháng 1 và hoạt động ngoài khơi Casco Bay cho đến ngày 17 tháng 3. Sáng hôm đó, tuần tra với tầm nhìn hầu như bằng không, nó mắc tai nạn va chạm với tàu sân bay Wasp. Do phòng nồi hơi số 1 hoàn toàn bị ngập nước, nó phải đi đến Xưởng hải quân Philadelphia và được sửa chữa cho đến tháng 5. Vào ngày 5 tháng 6, nó gia nhập Lực lượng Đặc nhiệm 37, vốn còn bao gồm Wasp, Quincy, San Juan, Lang, Wilson, Buchanan cùng Farenholt, và lên đường hướng sang San Diego, California. Lực lượng đến nơi vào ngày 19 tháng 6, được đổi tên thành Lực lượng Đặc nhiệm 18, và khởi hành đi Nukuʻalofa thuộc đảo Tongatapu vào ngày 25 tháng 6. Đến nơi vào ngày 18 tháng 7, các con tàu trải qua năm ngày chuẩn bị cho chiến trận, rồi lên đường cho chiến dịch chiếm đóng Guadalcanal thuộc quần đảo Solomon. Chiếc tàu khu trục đã hỗ trợ cho việc đổ bộ lên Guadalcanal-Tulagi cùng với Đội khu trục 12, và được phân những nhiệm vụ tuần tra và hộ tống độc lập tại khu vực Guadalcanal.

#### 1943
Vào ngày 16 tháng 1 năm 1943, Stack được lệnh quay trở về vùng bờ Tây ngang qua Trân Châu Cảng để bảo trì và sửa chữa, đi vào Xưởng hải quân Mare Island vào ngày 2 tháng 2. Sau khi được sửa chữa, đại tu và chạy thử máy, nó lên đường vào ngày 23 tháng 2 hộ tống cho chiếc SS Matsonia đi Trân Châu Cảng, và tiếp tục đi đến Efate thuộc quần đảo New Hebrides. Nó hoạt động ngoài khơi Efate từ ngày 20 tháng 4 cho đến cuối tháng 5, thực hiện nhiều cuộc tuần tra ngoài khơi Guadalcanal. Nó sau đó hộ tống cho thiết giáp hạm Maryland bảo vệ tuyến đường hàng hải tiếp liệu phía Nam.
Được phân về Lực lượng Đặc nhiệm 31 trong tháng 7 và tháng 8, Stack chịu đựng sự tấn công của máy bay Nhật Bản vào các ngày 17 và 18 tháng 7 gần đảo New Georgia. Trong đêm 6-7 tháng 8, trong khuôn khổ Trận chiến vịnh Vella, nó cùng các đơn vị khác của Đội đặc nhiệm 31.2 đang truy tìm tàu bè đối phương dọc theo các đảo Gizo và Kolombangara, khi vào lúc 23 giờ 35 phút, tàu khu trục Dunlap bắt được tín hiệu lạ trên radar ở khoảng cách 19.000 thước Anh (17.000 m). Đội đặc nhiệm đã dõi theo mục tiêu, nhận định chúng là bốn tàu đi theo đội hình hàng dọc. Phía Hoa Kỳ mở màn trận chiến bằng đợt phóng ngư lôi thành công, tiếp nối bởi hải pháo và thêm những ngư lôi khác, đưa đến việc đánh chìm ba tàu khu trục Arashi, Hagikaze và Kawakaze, và làm hư hại chiếc thứ tư Shigure, vốn phải rút lui hết tốc độ về Buin. Các tàu đối phương đang chuyên chở binh lính để đổ bộ lên Kolombangara nhằm tăng cường cho lực lượng đồn trú tại đây. Lực lượng Hoa Kỳ không bị thiệt hại, và họ rút lui về Tulagi sau đó.
Stack gia nhập Lực lượng Đặc nhiệm 38 để tham gia cuộc không kích xuống Rabaul vào tháng 11. Vào ngày 11 tháng 11, hai đợt tấn công từ tàu sân bay đã xuất phát khi màn hình radar phát hiện những máy bay đối phương đang đến gần. Trận chiến thực sự diễn ra lúc 13 giờ 55 phút, khi chiếc tàu khu trục nổ súng vào một nhóm 20 chiếc máy bay ném bom bổ nhào Aichi D3A "Val" bay đến từ mạn phải phía mũi. Sau đó, toàn lực lượng dựng màn hỏa lực phòng không nhắm vào đủ loại máy bay đối phương, vốn tổng cộng lên đến khoảng 90 máy bay. Nó đã chắc chắn bắn rơi một chiếc và có thể đã bắn rơi hai chiếc khác. Sau đó Stack hoạt động cùng Đội đặc nhiệm 50.4 trong cuộc tấn công và đổ bộ lên các đảo Tarawa và Makin thuộc quần đảo Gilbert. Nó thuộc đơn vị hộ tống cho các tàu sân bay làm nhiệm vụ bảo vệ trên không cho cuộc đổ bộ, khi họ bị máy bay ném bom đối phương tấn công vào ngày đổ bộ 20 tháng 11. Sau đó nó di chuyển về phía Tây quần đảo Gilbert để tham gia cuộc tấn công phối hợp không kích và bắn phá đảo Nauru vào ngày 8 tháng 12.

#### 1944
Vào cuối tháng 1 và đầu tháng 2 năm 1944, trong thành phần Lực lượng Đặc nhiệm 58, Stack đã tham gia cuộc tấn công và đổ bộ lên các đảo san hô Kwajalein và Majuro thuộc quần đảo Marshall. Nó nằm trong số năm tàu khu trục thuộc Đội Bắn phá Hỗ trợ vốn còn bao gồm ba thiết giáp hạm, đã tiến hành bắn phá Roi-Namur và các đảo lân cận. Vào các ngày 17 và 18 tháng 2, lực lượng đặc nhiệm, giờ đây bao gồm chín tàu sân bay, bắn phá căn cứ chủ lực của quân Nhật tại Truk, và vào ngày 20 tháng 2 xuống đảo san hô Jaluit. Sau đó Stack rời khu vực Trung tâm Thái Bình Dương để quay về Trân Châu Cảng, rồi đi đến vùng bờ Tây. Nó được đại tu và chạy thử máy từ ngày 11 tháng 3 đến ngày 22 tháng 6, rồi lên đường đi Trân Châu Cảng.
Stack đi đến vịnh Milne vào ngày 15 tháng 7, và bắt đầu hoạt động như một đơn vị thuộc Đội đặc nhiệm 76.7. Nó đã rải một bãi mìn ngoài khơi Wewak, New Guinea, và trong đêm 31 tháng 8-1 tháng 9 đã bắn phá đảo Kairiru và khu vực Wewak. Nó nằm trong lực lượng tấn công đã đổ bộ lên Morotai, Bắc Moluccas vào ngày 15 tháng 9. Sau đó nó được điều sang Đội đặc nhiệm 78.4 và đi đến vịnh Leyte vào ngày 17 tháng 10. Trong hai ngày tiếp theo, nó hỗ trợ hỏa lực chính xác cho khu vực đổ bộ tại đảo Dinagat, và vào ngày 20 tháng 10, nó cùng với Lang và năm tàu quét mìn khác đã hoạt động quét mìn và hỗ trợ phòng không cho cuộc đổ bộ lên đảo Pinaon thuộc quần đảo Philippine.

#### 1945
Stack cùng với Đội đặc nhiệm 78.5 khởi hành từ Sansapor, New Guinea vào ngày 30 tháng 12 năm 1944 để hướng đến vịnh Lingayen hỗ trợ cho cuộc tấn công và đổ bộ lên "bãi Blue", Luzon. Trong giai đoạn từ ngày 5 đến ngày 12 tháng 1 năm 1945, nó tuần tra chống tàu ngầm và bảo vệ phòng không cho nhiều đơn vị, cũng như bắn pháo hỗ trợ lên bãi đổ bộ. Nó trải qua ba tuần lễ tiếp theo hộ tống các đoàn tàu vận tải đi lại giữa Leyte và vịnh Lingayen.
Vào ngày 8 tháng 2, Stack rời San Pedro để đi quần đảo Solomon cho một giai đoạn bảo trì, huấn luyện, tiếp liệu và thực hành kéo dài cho đến giữa tháng 3. Nó khởi hành từ vịnh Purvis vào ngày 15 tháng 3, neo đậu tại Ulithi trong một tuần, và vào ngày 27 tháng 3 đã lên đường đi sang quần đảo Ryūkyū cùng Lực lượng Đặc nhiệm 53. Nó đi đến ngoài khơi Okinawa vào ngày 1 tháng 4, bắt đầu làm nhiệm vụ một tàu tuần tra chống tàu ngầm và phòng không. Nhiều máy bay đối phương đã tấn công trong hai ngày tiếp theo, và nó đã phải tác chiến phòng không liên tục. Đến ngày 5 tháng 3, nó được lệnh đi đến Saipan rồi đi đến Ulithi, nơi nó gia nhập Đơn vị Đặc nhiệm 94.18.12 vào ngày 13 tháng 4, rồi quay trở lại Okinawa. Đi đến Hagushi vào ngày 21 tháng 4, nó được phân nhiệm vụ tuần tra về phía Tây Zampa Misaki trong thời gian còn lại của tháng. Sau đó nó tuần tra khu vực Đông Nam Okinawa bảo vệ cho Đội Sakashima trong tháng 5 và đầu tháng 6.
Stack gia nhập cùng tàu tuần dương hạng nặng Louisville vào ngày 15 tháng 6 để hộ tống nó đi đến Trân Châu Cảng. Tuy nhiên, nó gặp trục trặc nồi hơi trên đường đi buộc nó phải được sửa chữa tại Trân Châu Cảng cho đến cuối tháng 7. Chiếc tàu khu trục khởi hành vào ngày 27 tháng 7 để đi Eniwetok, Saipan, Okinawa và Guam. Vào ngày 28 tháng 8, nó lên đường từ Guam cùng Chuẩn tướng Thủy quân Lục chiến Leo Hermle cùng nhiều sĩ quan hải quân và thủy quân lục chiến trên tàu để đi đến đảo san hô Truk, nơi có những cuộc đàm phán sơ bộ với chỉ huy quân sự có thẩm quyền của Nhật Bản về việc đầu hàng của lực lượng dưới quyền. Hội nghị được tổ chức vào ngày 30 tháng 8, và Stack sau đó đã đưa các giới chức quân sự và dân sự Nhật Bản đến Guam tham dự nghi thức đầu hàng. Nó tiếp tục ở lại khu vực quần đảo Mariana cho đến khi được lệnh đi đến Iwo Jima vào ngày 16 tháng 9. Nó thay phiên cho chiếc Cummings tại Haha Jima vào ngày 19 tháng 9 trong vai trò soái hạm của Tư lệnh Lực lượng Hải quân Chiếm đóng; rồi quay trở về khu vực Mariana và ở lại đây cho đến ngày 15 tháng 12, khi nó nhổ neo đi Trân Châu Cảng và vùng bờ Tây.

### Sau chiến tranh
Stack về đến San Diego vào ngày 30 tháng 12 năm 1945, nơi nó được tháo dỡ vũ khí và cắt giảm nhân sự. Nó lên đường đi Trân Châu Cảng hai tuần sau đó, rồi được đưa vào Lực lượng Đặc nhiệm Kết hợp 1 để sử dụng như một mục tiêu trong Chiến dịch Crossroads, cuộc thử nghiệm bom nguyên tử tại khu vực quần đảo Marshall. Nó đi đến đảo san hô Bikini vào ngày 29 tháng 5 năm 1946; sống sót qua hai vụ nổ trên không và dưới nước vào tháng 7 và tháng 8, rồi được cho xuất biên chế vào ngày 29 tháng 8 năm 1946. Nó bị đánh chìm bằng hải pháo gần Kwajalein vào ngày 24 tháng 4 năm 1948, và tên nó được rút khỏi danh sách Đăng bạ Hải quân vào ngày 28 tháng 5 năm 1948.

## Phần thưởng
Stack được tặng thưởng mười hai Ngôi sao Chiến trận do thành tích phục vụ trong Chiến tranh Thế giới thứ hai.